# Карлајл (Јужна Каролина)
Карлајл (енгл. Carlisle) град је у америчкој савезној држави Јужна Каролина.

## Демографија
По попису из 2010. године број становника је 436, што је 60 (-12,1%) становника мање него 2000. године.
| Група             | 2000.       | 2010.       |
| Белци             | 39 (7,9%)   | 39 (8,9%)   |
| Афроамериканци    | 457 (92,1%) | 383 (87,8%) |
| Азијати           | 0 (0,0%)    | 1 (0,2%)    |
| Хиспаноамериканци | 2 (0,4%)    | 0 (0,0%)    |
| Укупно            | 496         | 436         |